# فالبوني
فالبون (بالفرنسية: Valbonne)‏ هي بلدية فرنسية تقع في إقليم الألب البحرية من منطقة بروفنس ألب كوت دازور في جنوب شرق فرنسا. تبلغ مساحة هذه المدينة 18.97 (كم²)، وترتفع عن سطح البحر 200 م، يبلغ عدد سكانها 12500 نسمة حسب إحصاء المعهد الوطني للإحصاء والدراسات الاقتصادية سنة 2009 م. وترأس Marc Daunis البلدية خلال فترة (2008-2014).

## توأمة
لفالبوني اتفاقيات توأمة مع:
- شبرينغه

## وصلات خارجية
- صفحة البلدية على موقع المعهد الوطني للإحصاء والدراسات الاقتصادية